# Пливање на Летњим олимпијским играма 2012 — 800 метара слободно за жене
Пливачка трка на 800 метара слободним стилом за жене на Летњим олимпијским играма 2012. у Лондону одржана је 2. августа (квалификације) и 3. августа (финале) на базену центра за водене спортове.
Учествовало је 36 такмичарки из 30 земаља. Квалификациона норма за ову дисциплину износила је 8:33,84 док је селекционо време доносио резултат бољи од 8:51,52. У овој дисциплини током олимпијског такмичења оборено је пет националних и два континентална рекорда.
Златну медаљу освојила је петнаестогодишња Американка Кејти Ледеки са другим најбржим временом свих времена у овој дисциплини (8:14,63) којој је то уједно и била прва медаља на великим такмичењима. Сребро је припало Шпанкињи Миреји Белмонте Гарсији (којој је то била друга сребрна медаља после сребра на 200 делфин) док је своју другу бронзу на Олимпијским играма у Лондону освојила актуелна светска и олимпијска рекордерка Ребека Адлингтон из Велике Британије.

## Освајачи медаља
|              | Резултат    |                         | Резултат   |                  | Резултат |
|              |             |                         |            |                  |          |
| Кејти Ледеки | 8:14,63 РСА | Миреја Белмонте Гарсија | 8:18,76 НР | Ребека Адлингтон | 8:20,32  |

## Рекорди
Пре почетка олимпијских игара у овој дисциплини важили су следећи рекорди:
| Светски рекорд    | Ребека Адлингтон | 8:14,10 | Пекинг, Кина | 16. август 2008. | [ 1 ] |
| Олимпијски рекорд | Ребека Адлингтон | 8:14,10 | Пекинг, Кина | 16. август 2008. |       |

## Резултати квалификација
У квалификацијама је 36 такмичарки распоређено у 5 квалификационих група а пласман у финале обезбедило је њих 8 са најбољим резултатима. Гранично време за финале износило је 8:27,15. Најбољи резултат у квалификацијама оствариле су Ребека Адлингтон и Лоте Фрис. Током квалификација испливана су и два анционална рекорда.
Иркиња Грајн Марфи се није појавила на старту 3. квалификационе групе те је остала без пласмана.
| Пла. | Трка | Стаза | Пливачица               | НОК                       | Резултат | Нап.   |
| ---- | ---- | ----- | ----------------------- | ------------------------- | -------- | ------ |
| 1.   | 5    | 4     | Ребека Адлингтон        | Уједињено Краљевство      | 8:21,78  | КВ     |
| 2.   | 4    | 4     | Лоте Фрис               | Данска                    | 8:21,89  | КВ     |
| 3.   | 3    | 4     | Кејти Ледеки            | Сједињене Америчке Државе | 8:23,84  | КВ     |
| 4.   | 3    | 5     | Миреја Белмонте Гарсија | Шпанија                   | 8:25,26  | КВ     |
| 5.   | 5    | 6     | Лорен Бојл              | Нови Зеланд               | 8:25,91  | КВ, НР |
| 6.   | 4    | 3     | Богларка Капаш          | Мађарска                  | 8:26,43  | КВ     |
| 6.   | 4    | 8     | Андрејина Пинто         | Венецуела                 | 8:26,43  | КВ, НР |
| 8.   | 4    | 2     | Корали Балми            | Француска                 | 8:27,15  | КВ     |
| 9.   | 5    | 3     | Шао Јивен               | Кина                      | 8:27,78  |        |
| 10.  | 5    | 2     | Ерика Виљаесија         | Шпанија                   | 8:27,99  |        |
| 11.  | 3    | 1     | Алекса Комарники        | Канада                    | 8:28,11  |        |
| 12.  | 3    | 3     | Венди Трот              | Јужноафричка Република    | 8:28,98  |        |
| 13.  | 3    | 2     | Ева Ристов              | Мађарска                  | 8:29,06  |        |
| 14.  | 4    | 7     | Кристел Кобрич          | Чиле                      | 8:29,55  |        |
| 15.  | 5    | 1     | Савана Кинг             | Канада                    | 8:29,72  |        |
| 16.  | 5    | 8     | Сесилија Бјађоли        | Аргентина                 | 8:33,97  |        |
| 17.  | 2    | 4     | Јулија Хаслер           | Лихтенштајн               | 8:35,18  |        |
| 18.  | 4    | 6     | Кајли Палмер            | Аустралија                | 8:35,75  |        |
| 19.  | 2    | 2     | Катја Башруш            | Либан                     | 8:35,88  |        |
| 20.  | 5    | 7     | Џесика Ешвуд            | Аустралија                | 8:37,21  |        |
| 21.  | 5    | 5     | Кејт Зиглер             | Сједињене Америчке Државе | 8:37,38  |        |
| 22.  | 3    | 6     | Ели Фолкнер             | Уједињено Краљевство      | 8:38,00  |        |
| 23.  | 4    | 1     | Камелија Потек          | Румунија                  | 8:38,44  |        |
| 24.  | 4    | 5     | Сјин Сјин               | Кина                      | 8:40,88  |        |
| 25.  | 2    | 5     | Тјаша Одер              | Словенија                 | 8:41,82  |        |
| 26.  | 3    | 8     | Јелена Соколова         | Русија                    | 8:42,73  |        |
| 27.  | 2    | 6     | Патрисија Кастањеда     | Мексико                   | 8:44,44  |        |
| 28.  | 2    | 3     | Нина Дитрих             | Аустрија                  | 8:45,41  |        |
| 29.  | 1    | 4     | Саманта Аревало         | Еквадор                   | 8:49,21  |        |
| 30.  | 2    | 7     | Чај Лин Ку              | Малезија                  | 8:51,18  |        |
| 31.  | 2    | 1     | Линет Лим               | Сингапур                  | 8:52,92  |        |
| 32.  | 2    | 8     | Хан На-Кјеонг           | Јужна Кореја              | 8:57,26  |        |
| 33.  | 1    | 5     | Памела Бенитез          | Салвадор                  | 9:02,66  |        |
| 34.  | 1    | 6     | Данијел ван ден Берг    | Аруба                     | 9:23,21  |        |
| 35.  | 1    | 3     | Симона Маринова         | Република Македонија      | 9:28,41  |        |

## Финале
У финалној трци је петнаестогодишња Американка Кејти Ледеки освојила златну медаљу остваривши испливавши друго најбоље време икада у овој дисциплини, свега 53 стотинке спорије од ондашњег светског рекорда.
| Пла. | Стаза | Пливачица               | НОК                       | Резултат | Нап.    |
| ---- | ----- | ----------------------- | ------------------------- | -------- | ------- |
|      | 3     | Кејти Ледеки            | Сједињене Америчке Државе | 8:14,63  | РСА, НР |
|      | 6     | Миреја Белмонте Гарсија | Шпанија                   | 8:18,76  | НР      |
|      | 4     | Ребека Адлингтон        | Уједињено Краљевство      | 8:20,32  |         |
| 4.   | 2     | Лорен Бојл              | Нови Зеланд               | 8:22,72  | НР, РО  |
| 5.   | 5     | Лоте Фрис               | Данска                    | 8:23,86  |         |
| 6.   | 7     | Богларка Капаш          | Мађарска                  | 8:23,89  |         |
| 7.   | 8     | Корали Балми            | Француска                 | 8:29,26  |         |
| 8.   | 1     | Андрејина Пинто         | Венецуела                 | 8:29,28  |         |